# Fiammetta Frescobaldi
Fiammetta Frescobaldi, née le 17 janvier 1523 à Florence, décédée le 6 juillet 1586, est une écrivaine et religieuse italienne.

## Biographie
Fiammetta est née à Florence dans une famille de riches marchands, l'une des six enfants de Lamberto Frescobaldi et Francesca Morelli. Elle est baptisée sous le nom de Brigida. Elle entre au couvent dominicain de l'Église San Jacopo di Ripoli (it) à Florence le 2 novembre 1534. Elle  prononce ses vœux en juillet 1537 et prend le nom de Sœur Fiammetta. Entre-temps, elle a renoncé à son héritage en faveur de sa sœur. À l'âge de vingt-cinq ans, une maladie grave la frappe aux jambes, la rendant incapable de marcher. Dès lors, afin d'être utile à la cause du couvent, elle se consacre à l'écriture et à la traduction.
On sait par les documents du couvent qu'elle est autodidacte et qu'elle est excellente calligraphe : son écriture est si soignée que ses textes ressemblent avoir été imprimés. Elle étudie les ouvrages de la bibliothèque du couvent, qu'elle enrichit par des dons des membres de sa famille.
Elle traduit un grand nombre de ces livres, la plupart écrit en latin, comme les Sanctorum priscorum vitae, vies de saints écrites par Luigi Lippomano ou celles de Laurentius Surius. Elle rédige également des textes pour la méditation et l'édification de ses consœurs, s'excusant souvent de ne pas être une excellente écrivaine. Elle compile une chronique de la fondation de l'ordre des Dominicains par Dominique de Guzmán. Elle cite toujours ses sources, comme dans sa description de la construction de la cathédrale Santa Maria del Fiore dans lequel elle précise qu'elle s'est inspirée des Vies des meilleurs peintres, sculpteurs et architectes de Giorgio Vasari.
Ses écrits touchent un grand nombre de sujets : vie de saints, histoire, géographie, architecture, coutumes, et même un petit livre de grammaire espagnole. Par ailleurs, elle tient un journal jusqu'à la fin de sa vie, dans lequel elle parle de sa vie personnelle au couvent et également d'événements extérieurs : tempêtes, passages de comètes, inondations de l'Arno.
Aucun de ses ouvrages n'est publié et tous ceux qui ont survécu sont des manuscrits fragiles, conservés à la bibliothèque de la basilique Santa Maria Novella ou dans des collections privées, parfois mis aux enchères pour plusieurs milliers d'euros. Fiammetta Frescobaldi est connue avant tout comme traductrice au sens large, ses traductions étant des compilations de différentes sources plus que des traductions d'un seul texte, et pour son érudition, que Giuseppe Richa (it) loue dans ses Notizie istoriche delle chiese fiorentine, divise ne' suoi quartieri.

## Œuvre
- Cose prodigiose e calamitose del mondo cominciando dal Diluvio infino ai tempi nostri
- Compendio della storia di M. Francesco Guicciardini
- Cronaca del sacro ordine di San Domenico
- Diario dall'anno 1575 fino all'anno 1586 e varie memorie
- Mutazione della chiesa patriarcale di Venezia
- Prato fiorito
- Selva di cose diverse
- La Sfera dell'universo
- Storia generale delle Indie Occidentali
- Storia generale delle Indie Orientali
- La Storia dei re di Persia
- Vite di X beati
- Vite di XVII santi monachi europei
- Vite di XXIX santi quasi tutti vescovi